# Ricarda Funk
Ricarda Funk (Bad Neuenahr-Ahrweiler, 15 de abril de 1992) es una deportista alemana que compite en piragüismo en la modalidad de eslalon.
Participó en dos Juegos Olímpicos de Verano, en los años 2020 y 2024, obteniendo una medalla de oro en Tokio 2020, en la prueba de K1 individual. En los Juegos Europeos de Cracovia 2023 consiguió tres medallas, oro en K1 individual, plata en K1 cross y bronce en K1 por equipos.
Ganó ocho medallas en el Campeonato Mundial de Piragüismo en Eslalon entre los años 2015 y 2022, y siete medallas en el Campeonato Europeo de Piragüismo en Eslalon entre los años 2014 y 2025.

## Palmarés internacional
| Juegos Olímpicos   | Juegos Olímpicos           | Juegos Olímpicos  | Juegos Olímpicos |
| Año                | Lugar                      | Medalla           | Competición      |
| ------------------ | -------------------------- | ----------------- | ---------------- |
| 2020               | Tokio (Japón)              | Medalla de oro    | K1 individual    |
| Campeonato Mundial |                            |                   |                  |
| Año                | Lugar                      | Medalla           | Competición      |
| 2015               | Londres (Reino Unido)      | Medalla de plata  | K1 individual    |
| 2017               | Pau (Francia)              | Medalla de oro    | K1 por equipos   |
| 2017               | Pau (Francia)              | Medalla de bronce | K1 individual    |
| 2018               | Río de Janeiro (Brasil)    | Medalla de plata  | K1 por equipos   |
| 2018               | Río de Janeiro (Brasil)    | Medalla de bronce | K1 individual    |
| 2021               | Bratislava (Eslovaquia)    | Medalla de oro    | K1 individual    |
| 2022               | Augsburgo (Alemania)       | Medalla de oro    | K1 individual    |
| 2022               | Augsburgo (Alemania)       | Medalla de oro    | K1 por equipos   |
| Juegos Europeos    |                            |                   |                  |
| Año                | Lugar                      | Medalla           | Competición      |
| 2023               | Cracovia (Polonia)         | Medalla de oro    | K1 individual    |
| 2023               | Cracovia (Polonia)         | Medalla de plata  | K1 cross         |
| 2023               | Cracovia (Polonia)         | Medalla de bronce | K1 por equipos   |
| Campeonato Europeo |                            |                   |                  |
| Año                | Lugar                      | Medalla           | Competición      |
| 2014               | Viena (Austria)            | Medalla de oro    | K1 individual    |
| 2015               | Markkleeberg (Alemania)    | Medalla de plata  | K1 individual    |
| 2018               | Praga (República Checa)    | Medalla de oro    | K1 individual    |
| 2018               | Praga (República Checa)    | Medalla de oro    | K1 por equipos   |
| 2019               | Pau (Francia)              | Medalla de plata  | K1 por equipos   |
| 2021               | Ivrea (Italia)             | Medalla de bronce | K1 individual    |
| 2025               | Vaires-sur-Marne (Francia) | Medalla de oro    | K1 individual    |